# Chabolismo en Madrid

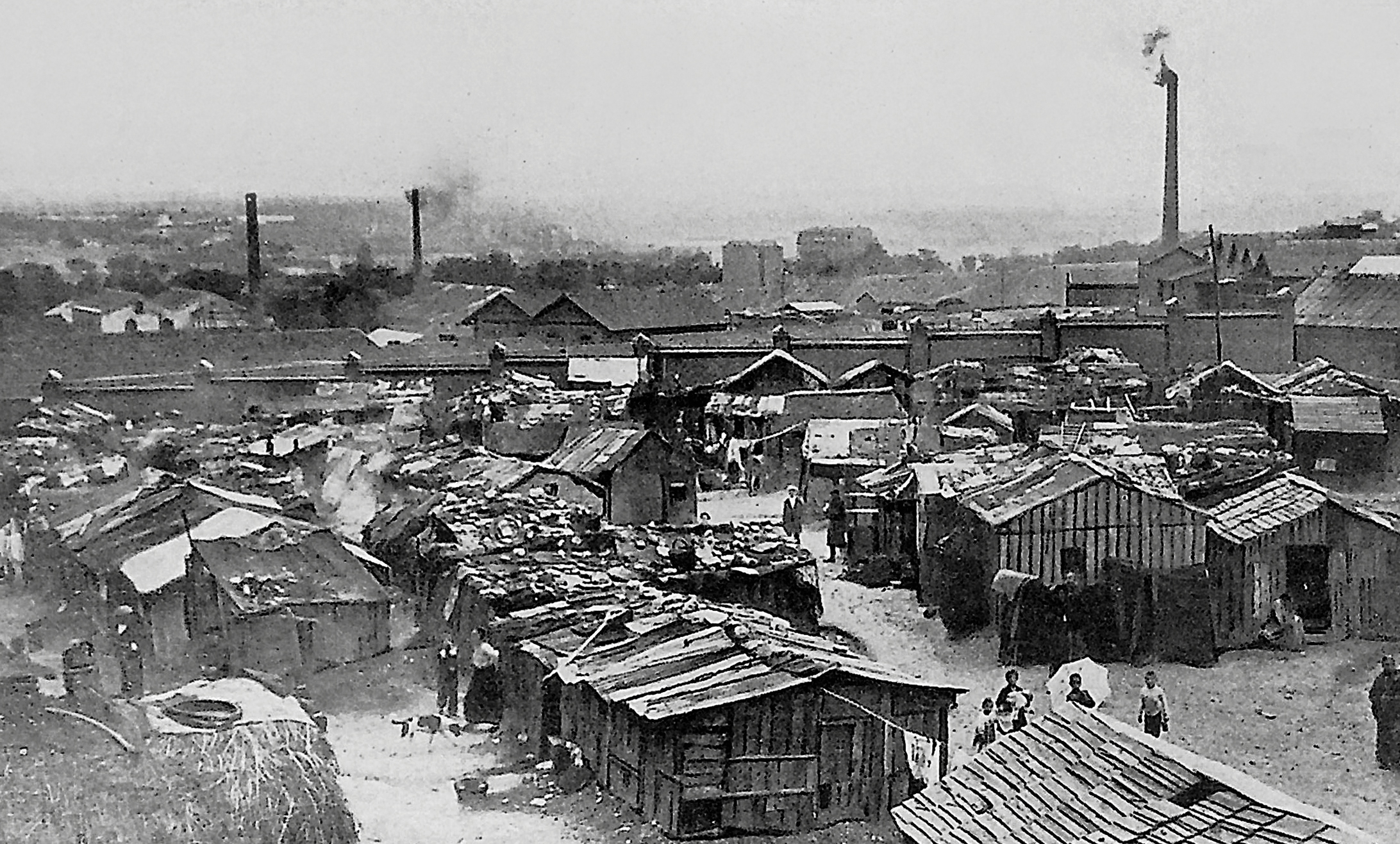
Barrio de las Peñuelas en 1917 (La Alhóndiga), situado junto a la estación de Peñuelas y daba cobijo a unas 300 familias

El chabolismo forma parte de la historia de la ciudad de Madrid por lo menos desde la segunda mitad del siglo XIX y se ha mantenido con cierta intensidad hasta el siglo XXI, pero fue durante la posguerra y hasta bien entrados los años 60 que adquirió una magnitud fuera de lo común. Las causas que ocasionaron este fenómeno fueron varias, entre ellas la miseria causada por la guerra civil española y la hambruna de la década de los 40, el nivel de destrucción ocasionado en Madrid después de tres años de asedio de la ciudad o el bajo nivel de vida de las poblaciones rurales.
A lo largo de los años se fueron edificando centenares de asentamientos de chabolas alrededor de la ciudad, algunos incluso en el centro, pero en su mayoría se situaron en la zona del antiguo municipio de Vallecas; anexionado a Madrid en 1950. Según el censo de infraviviendas realizado por el Ministerio de la Vivienda entre 1956 y 1964 más de la mitad de las chabolas de la ciudad se encontraban en esta zona.
En la actualidad no se publican datos oficiales sobre la cantidad de personas que viven en chabolas en Madrid, pero existen varios núcleos importantes en la ciudad como algunos sectores de la Cañada Real o los asentamientos de la M-30, así como en los distintos municipios de la Comunidad de Madrid.

## Historia
A lo largo de la historia de la arquitectura de Madrid han ido apareciendo en la ciudad múltiples estilos arquitectónicos y constructivos que han sido reflejo de los distintos momentos de la historia de la ciudad y de su gente, y los barrios de chabolas han formado parte de esta historia.
Durante la Revolución Industrial española se ideó un plan de ensanche llamado Plan Castro que pretendía planificar el crecimiento que estaba experimentando la ciudad, así como incorporar a esta planificación los múltiples municipios y arrabales que se edificaban en su extrarradio. Tras el derribo de los últimos tramos de las murallas en 1868, llamados cerca de Felipe IV, y con el auge industrial y de construcción que experimentó la ciudad, un gran número de inmigrantes se empezaron a desplazar hacia la capital en búsqueda de trabajo y huyendo también de las penurias del campo. Es en esta época que las primeras voces de la corriente higienista empiezan a denunciar las condiciones de falta de servicios y salubridad de las poblaciones del extrarradio denominadas los arrabales de Madrid. La demografía de Madrid cambió drásticamente en un siglo, aumentó en veinte mil personas durante la primera mitad del siglo XIX y en la segunda mitad llegó a duplicar su población llegando medio millón de habitantes en el 1900. En 1930 llegaría a alcanzar el millón, en 1950 el millón y medio, en 1960 superaría los dos millones y en 1970 los tres millones (límite que mantendrá hasta la actualidad).
Durante la segunda mitad del siglo XIX se plantearon diversos proyectos de construcción y saneamiento de los barrios y viviendas obreras pero la mayoría se quedarían en el papel. Una de las pocas organizaciones que terminó realizando proyectos de barrios obreros fue la asociación benéfica Constructora Benéfica, que con donaciones privadas llegó a construir entre 1875 y 1904 diversas viviendas en los barrios de El Pacífico (68 viviendas), Bellas Vistas (18 viviendas) y La Latina (2 edificios en la calle La Solana) dadas en amortización, pero claramente insuficiente para solucionar el problema de vivienda de una ciudad industrial como Madrid. 

### 1900-1939 Proyectos de ensanche y Guerra Civil
Paralelamente a estas subidas tan drásticas de población se fueron edificando nuevos barrios en las afueras de Madrid, algunos de ellos con una fuerte presencia de clase trabajadora y clase media económicamente estable y otros se fueron estructurando como barrios bajos o de clases con poco poder adquisitivo. En 1899 se realizó un censo en el que se reflejaba que dos quintas partes de la población residía en los denominados barrios bajos. Como se menciona en el censo “...los llamados barrios bajos, localizados en los tres distritos de Hospital, Latina e Inclusa, no sólo merecen tal nombre por hallarse topográficamente bajo el nivel medio del suelo de la población sino porque considerados demográfico y socialmente acusan la misma inferioridad de urbanización y cultura...”
A principios del siglo XX se conformaron los barrios suburbiales históricos al norte (Tetuán y Cuatro Caminos), al este (Prosperidad, Guindalera y Ventas), al oeste y al sur (Puente de Vallecas). Desde el principio incorporaban problemáticas como la falta de infraestructuras básicas como iluminación pública, pavimentación, agua corriente o alcantarillado, la falta de planificación previa hizo que se fueran desarrollando con una estructura angostos y difícil de urbanizar y sanear, y las casas eran en general de baja calidad, estrechas en fachada y con fondos de manzana pequeños. Las fábricas y talleres estaban entremezclados con las viviendas lo que aumentaba la contaminación de humos, ruidos, etc, y los pozos negros y charcas provocaban problemas de salubridad e incluso epidemias de enfermedades como el tifus como la que asoló Madrid en 1909. En 1905 se creó el Servicio de Empadronamiento Sanitario de Viviendas para controlar la salubridad de las viviendas y ejercer algún tipo de presión administrativa para su remodelación. 
Durante las primeras décadas del siglo XX la mayoría de inmigrantes llegaban desde Castilla y León, Asturias, Galicia y Andalucía, y lo hacían en tal número que en 1930 únicamente el 37 por ciento de la población era autóctona. La necesidad de vivienda era cada vez mayor, y por consiguiente aumentó progresivamente el coste del alquiler, lo que hizo que en las localidades adyacentes a Madrid algunos grandes terratenientes y especuladores empezaran a parcelar terrenos agrícolas para venderlos o alquilarlos y así aumentar el valor de los terrenos. Muchas de las familias que llegaban consiguieron encontrar una habitación en un piso compartido de alquiler, una habitación en una pensión pero en otras ocasiones alquilaban estas parcelas y se construían una chabola. Aunque el chabolismo en Madrid durante la primera mitad del siglo XX no se desarrolló en terrenos ocupados de forma ilegal sino que en su mayoría eran fruto de la compraventa o alquiler, la construcción de las chabolas si se hacía de forma ilegal debido a que la calificación de estos terrenos de valor bajo era no urbanizable. 
La prensa hacía a menudo eco de las condiciones en las que se vivía en los barrios bajos, como fue el caso del diario La Voz cuando publicó cuatro reportajes entre diciembre de 1923 y enero de 1924 bajo el título genérico de La voz de la vida miserable que tuvo cierto impacto debido a que iban acompañados de fotografías, y remarcaban que en el sur de la ciudad vivían 45.000 personas en condiciones miserables donde “parece que la vida ha perdido importancia”.
Durante la década de los años 30 se plantearon varios planes urbanísticos que pretendían estructurar el extrarradio y, como adición, terminar con el problema de la infravivienda; pero debido a la corta duración de la etapa democrática republicana y la posterior Guerra Civil estos planes se aparcaron hasta la llegada de la dictadura. En 1930 se convocó el Concurso para la Ordenación del Extrarradio del cual sobresalió el plan de los arquitectos Secundino Zuazo y Hermann Jansen que incluía cuñas verdes en diversas vías de agua como el Manzanares y el Alboñigal y la prolongación de la Castellana, al que se le añadió durante el Gobierno de Manuel Azaña un plan para terminar con el chabolismo diseñando un anillo de poblados satélite en los municipios limítrofes, separados por las cuñas verdes. En 1939 el presidente del Comité de Reforma de Reconstrucción y Saneamiento de Madrid Julián Besteiro presentó el proyecto de Plan Regional de Madrid (también conocido como Plan Besteiro) en el que apuntaba la necesidad de incorporar al término de Madrid los municipios limítrofes.

### 1939-1954: posguerra y protagonismo del Estado
Durante la crisis económica y humanitaria de la postguerra aumentó considerablemente la inmigración y el número de barracas, especialmente durante la hambruna de la década de los años 40. Esta migración tuvo diversas causas entre las que se encuentran el estado de posguerra y crisis económica que trajo el conflicto, la pérdida de mano de obra debido a la muerte por la guerra o al exilio republicano, la sequía que se produjo en España durante la primera mitad de los años 40 o la política económica autárquica del Gobierno franquista. Con el proceso de migración del campo a la ciudad las áreas metropolitanas de las grandes ciudades fueron totalmente desbordadas, lo que provocó que se generaran problemas de disponibilidad de vivienda, especialmente de vivienda de bajo coste. Las zonas industriales más afectadas por lo que se llamó el gran trauma español fueron las áreas metropolitanas de Madrid, Barcelona, Valencia, Gijón y Bilbao; y en menor medida el resto de capitales de provincia, pero el 65% del total de la masa migrante la acogieron las ciudades de Madrid, Barcelona y Bilbao. 
Tras la Guerra Civil en la época de la autarquía, y con una ciudad especialmente devastada tras los tres años de asedio durante la llamada batalla de Madrid, se puso al frente de la reconstrucción y de la gestión urbanística de Madrid a la Dirección General de Regiones Devastadas y Reparaciones, creada en Burgos en 1938. Este organismo creó la Junta de Reconstrucción de Madrid, que junto con la Obra Sindical del Hogar dependiente de la Secretaría General del Movimiento y la recién creada Instituto Nacional de la Vivienda dependiente del Ministerio de Trabajo gestionaron la «zona de influencia de la capital madrileña», cuyos límites no estaban marcados por los municipios circundantes sino que se trazó una circunferencia de 12km. a la redonda como área de jurisdicción. Entre 1947 y 1952 se terminarían anexionando todos los municipios incluidos en este área.Paralelamente, en 1946 se creó la Comisaría General de Ordenación Urbana de Madrid y sus Alrededores (CGOUM) para desarrollar el Plan General de Ordenación de Madrid (Plan Bidagor) bajo el Ministerio de la Gobernación. Esta Comisaría sería sustituida por la Comisión de Planeamiento y Coordinación del Área Metropolitana (COPLACO) en 1962, y finalmente sus funciones las asumiría la Comunidad de Madrid su la constitución como comunidad autónoma en 1983. La construcción de las viviendas implicó también la financiación a través de una mezcla de fondos de previsión social y de préstamos de la obra social de las cajas de ahorros. Vallecas, unde las zonas detalladas como suburbiales por el Plan Bidagor de 1946, pasó de 19.049 habitantes en 1938 a 60.614 en 1944 experimentando un crecimiento de un 340%. 
En 1948, en el boletín oficial de la CGOUM y bajo el título de “Ordenación general del suburbio se describían tres sectores: las Ventas y el arroyo Abroñigal, las zonas que se extendían en la margen derecha del Manzanares, y Vallecas (dos de ellas destinadas a ser cuñas verdes en el Plan Zuazo). En el número 23 del año 1953 de la revista de urbanismo Gran Madrid se describían seis sectores  Tetuán, Ventas, Vallecas, Usera, Puente de Toledo y carretera de Extremadura. 
El Plan General de Ordenación de Madrid plan de ensanche del urbanista falangista Pedro Bidagor de 1946 (no completado hasta finales de los años 80), tenía como objetivos planificar la ampliación de Madrid, supeditando la actividad del resto de municipios circundantes a su crecimiento, y también de promover la propiedad privada de la vivienda o la mezcla de las clases sociales. 
A nivel de calle la situación era también compleja. El Ayuntamiento de Madrid publicó en 1945 la Memoria del Plan de Ordenación de  los  suburbios. Orientación y plan para su solución, en el que se calculó que alrededor de 150.000 habitantes vivían “en condiciones inadmisibles”, pero a su vez el Patronato de Patronato de Protección a la Mujer los cifraba en 400.000 personas.Los principales suburbios que menciona la Junta de Reconstrucción de Madrid en 1942 son Tetuán, Ventas, Puente de Vallecas, Usera, Carabanchel y Paseo de Extremadura.
Al final de la guerra las organizaciones de asistencia social religiosas y de la falangista Auxilio Social no daban abasto debido a que la capital había quedado destruida tras los cuatro años que duró la defensa de Madrid, y el Ayuntamiento decidió reinstaurar el Servicio de Represión de la Mendicidad cuatro meses después de terminar la contienda. El invierno del año 1941 el gobernador civil de Madrid Miguel Primo de Rivera instó a tomar «medidas urgentes y extremas a fin de lograr la inmediata y total supresión de la mendicidad callejera», por lo que miles de personas fueron encerradas en el complejo industrial de Matadero, utilizado como centro de reclusión de mendigos durante los primeros años de la posguerra. Se calcula que ese invierno murieron más de 800 personas de frío y hambre encerradas en Matadero. Este albergue de 3000 plazas operó como centro de reclusión y clasificación por el Servicio de Represión de la Mendicidad operado por la Falange, que junto con otros centros como el Palacio de las Misiones de Barcelona o el Campo de concentración de Las Arenas de Sevilla, cumplían con el objetivo de "limpiar" las calles de personas sin hogar (en su mayoría del bando perdedor) amparados por la Ley de vagos y maleantes de 1933. Estas personas eran enviadas a sus pueblos de origen en el caso de no ser de Madrid, los varones que eran considerados como aptos para trabajar eran enviados a la Colonia de Boadilla del Monte y los niños eran tutelados por Auxilio Social. Durante un tiempo convivieron en las instalaciones de Matadero el centro de la Falange con el Parque Sanitario Gran Albergue, otro centro de detención de mendigos abierto durante la Segunda República, dotado de 1.500 plazas y cerrado al finalizar la Guerra Civil.
La Dirección Nacional de Regiones Devastadas y Reparaciones realizó un inventario fotográfico que publicó en la revista Reconstrucción con el objetivo de realizar un control sobre las reconstrucciones que se estuvieran haciendo, tanto a nivel público como privado, y que terminaría construyendo una cartografía registral de los poblados de chabolas y de las cuevas diseminadas por el país.
En las primeras etapas de la posguerra se construiría relativamente poco, comparado con lo que se llegaría a construir en la década siguiente. La cifra oficial fue de 21.377 viviendas construidas entre 1939 y 1954, en cambio en el mismo 1954 se construyeron alrededor de 50.000, y en 1955 se construyeron otras 45.000 viviendas. El rápido aumento de la inmigración durante esa década y las pocas inversiones en vivienda pública se constataron en un informe publicado en una serie de artículos de Alfredo Cerrolaza y Agustín Cotorruelo en el diario falangista Arriba en verano del 53. De las 314.000 viviendas construidas por el Estado entre el final de la guerra y el año 54 la mitad eran de clase alta, y de las 70.000 sociales 50.000 se empezaron a construir en el 54. 

### 1954-1959: modelo público-privado y flujo migratorio
A partir del 54 se modificó el enfoque que había tenido el Estado frente a la reconstrucción de la ciudad. El papel de la Dirección General de Regiones Devastadas y Reparaciones terminaría en 1957, muchas de sus funciones pasarían al Ministerio de la Vivienda y la Obra Sindical del Hogar tomaría mayor protagonismo con relación a la vivienda social al pasar a depender de Vivienda en el año 57.
El 14 de mayo de 1954 se publicó un decreto-ley que encargaba al INV la ordenación del llamado Plan Sindical de la Vivienda en el que la Obra Sindical del Hogar debía construir veinte mil nuevas viviendas de “tipo social” cada año, y en que llegaría a construir una media de diez mil anuales según el historiador Carlos Sambricio. La tipología de "vivienda social" se definía en dos tipos de vivienda, la de renta mínima con menos de 42 metros cuadrados y la de renta reducida para familias con mayor poder adquisitivo de menos de 100 metros cuadrados. Todas las familias que se acogieran al plan de la OSH tenían que estar inscritas en el Sindicato Vertical, el sindicato único establecido por el régimen que incluía tanto a trabajadores como a patronal, lo que excluía a la mayoría de chabolistas que no tenían un trabajo fijo y no podían estar afiliados. En 1954 la cantidad de familias que vivían en chabolas era abrumadora, el 20 por 100 del parque de viviendas del municipio eran infraviviendas y se calcula que en ellas vivía el 20 por 100 de la población según estadísticas del Plan de Urgencia Social de Madrid (unas 300.000 personas). Esta situación se daba también en otras capitales industriales como Barcelona, Hospitalet de Llobregat o Bilbao. Debido a la acentuación de la emergencia social organizaciones católicas como Cáritas tomaron cada vez mayor protagonismo en los barrios marginales construyendo escuelas a la vez que parroquias, las cuales tomarían más adelante la función de centro cultural o lugar de asamblea para reivindicar mejoras en los barrios.
Según datos del INV en 1955 había unas 18.000 cuevas y chabolas, unas 20.000 familias vivían realquiladas en habitaciones con derecho a cocina, 5.000 familias ocupaban fincas declaradas ruinosas por el Ayuntamiento, 7.000 familias estaban en procedimientos de desahucio, casi 1.000 familias ocupaban edificios públicos (mataderos, casas de baños, escuelas) y unas 10.000 familias vivían en pensiones, posadas y habitaciones de emergencia.
Siguiendo un cambio de dirección que reducía el control Estatal sobre la construcción de vivienda, y sobre todo de la vivienda social, se aprobó la Ley de Suelo y Ordenación Urbana de 1956 que prohibía urbanizar o edificar terrenos sin licencia previa y ordenaba el derribo de lo que se encontrara construido, y en 1957 el ministro de la Vivienda Arreste encaminó esta política de mayor presencia del sector privado modificando las ordenanzas y posibilitando a las inmobiliarias la edificación de bloques de viviendas de alta densidad, modificando el límite existente hasta entonces de cuatro plantas a trece.
La OSH edificó para el Plan Sindical 113.000 viviendas entre su creación en 1939 y el Plan de Estabilización de 1959. De estas, dos tercios se edificarían entre el 54 y el 59, y durante estos años se experimentó con distintos tipos de urbanizaciones dirigidas a eliminar los barrios de chabolas. Junto con la Comisaría de Ordenación Urbana de Madrid se construyeron distintos tipos de poblados o urbanizaciones con características distintas que fueron los poblados de absorción y los más precarios poblados mínimos de absorción, sus herederas las unidades vecinales de absorción (UVA), los poblados agrícolas y los poblados dirigidos.Estos poblados de viviendas de promoción pública constaban de viviendas de tamaño reducido, calidades constructivas pésimas, cimentaciones insuficientes en el caso de que las tuvieran y se levantaban en terrenos inadecuados como arcillas expansivas, etc.
| Actuaciones públicas de vivienda entre 1955 y 1964 | Año     | Actuaciones | Viviendas |
| -------------------------------------------------- | ------- | ----------- | --------- |
| Poblados de absorción                              | 1955-56 | 16          | 11.421    |
| Poblados mínimos                                   | 1958    | 4           | 2.922     |
| Poblados dirigidos                                 | 1956-59 | 12          | 21.023    |
| Poblados INV/OSH                                   | 1954-59 | 9           | 17.673    |
| Unidades vecinales de absorción                    | 1963    | 6           | 6.083     |
| Otros núcleos y zonas de actuación general         |         | 20          | 36.565    |
| Total                                              |         |             | 95.687    |

En 1957 según las estimaciones de la época vivían en la ciudad más de 200.000 personas en condiciones de infravivienda por lo que el Ministerio de la Vivienda, a través de la Comisaría General para la Ordenación Urbana de Madrid y sus Alrededores (CGOUM), creó el Plan de Urgencia Social de Madrid a través del cual se elaboraron una serie de censos de la infravivienda a finales de los años 50. El Plan conllevó también la creación del Servicio Especial de Vigilancia del Extrarradio de la Guardia Civil encargado de vigilar la nueva construcción de chabolas, así como de acompañar al Servicio de Derribos durante las demoliciones. Este Plan se exportó posteriormente a Barcelona, Asturias y Bilbao. 
Los documentos del censo de infraviviendas realizado entre 1956 y 1964 por el Plan de Urgencia Social se encuentra en el fondo del Archivo Regional de la Comunidad de Madrid (ARCM) y cuenta con miles de fichas con fotografías e información tanto de las chabolas como de las personas que vivían en ellas. De la toma de la información se encargaba un equipo formado por dos inspectores y un fotógrafo, y recogían las características de las chabolas y de las personas que vivían en ellas, y tomaban una fotografía de la chabola con algún familiar en la entrada del domicilio junto a un cartel que llevaba el número de identificación de la chabola. Un segundo equipo se encargaba de rellenar y organizar las fichas incluyendo en la hoja de campo la composición familiar, el lugar de origen, el tiempo de residencia en la capital, la profesión y el lugar de trabajo, el sueldo del cabeza de familia (siempre masculino, excepto en caso de viuda), y las condiciones de la chabola: número de habitaciones, metros cuadrados y estado de habitabilidad. En el censo se dividieron las viviendas en tres tipos: casas (la mayoría casitas bajas), las chabolas y las cuevas, y se censaron más de 200.000 unidades de vivienda. Las fichas se dividieron en 19 zonas llamadas Pozo del Tío Raimundo, Entrevías, Cerro del Tío Pío, Ahijones, Enrique Velasco, Barrio Obrero, Poblado de Vallecas, Valderribas, Puente de Vallecas, La Celsa, Pozo del Huevo, Cerro del Cristo, Tejar Luis Gómez, Alto del Arenal, Josefa Díaz, Huerta de Moratalaz, Cocherón de la Villa, La Sartenilla, Carretera de Valencia, además de otras 63 cajas sin especificar la zona. Más de la mitad de las chabolas de Madrid se encontraban en la zona de Vallecas, así como 572 de las 819 cuevas censadas. El archivo del CGOUM pasó a depender de la Comisión de Planeamiento y Coordinación del Área Metropolitana de Madrid (COPLACO) en 1963. 

### 1959-1974: liberalización y milagro económico

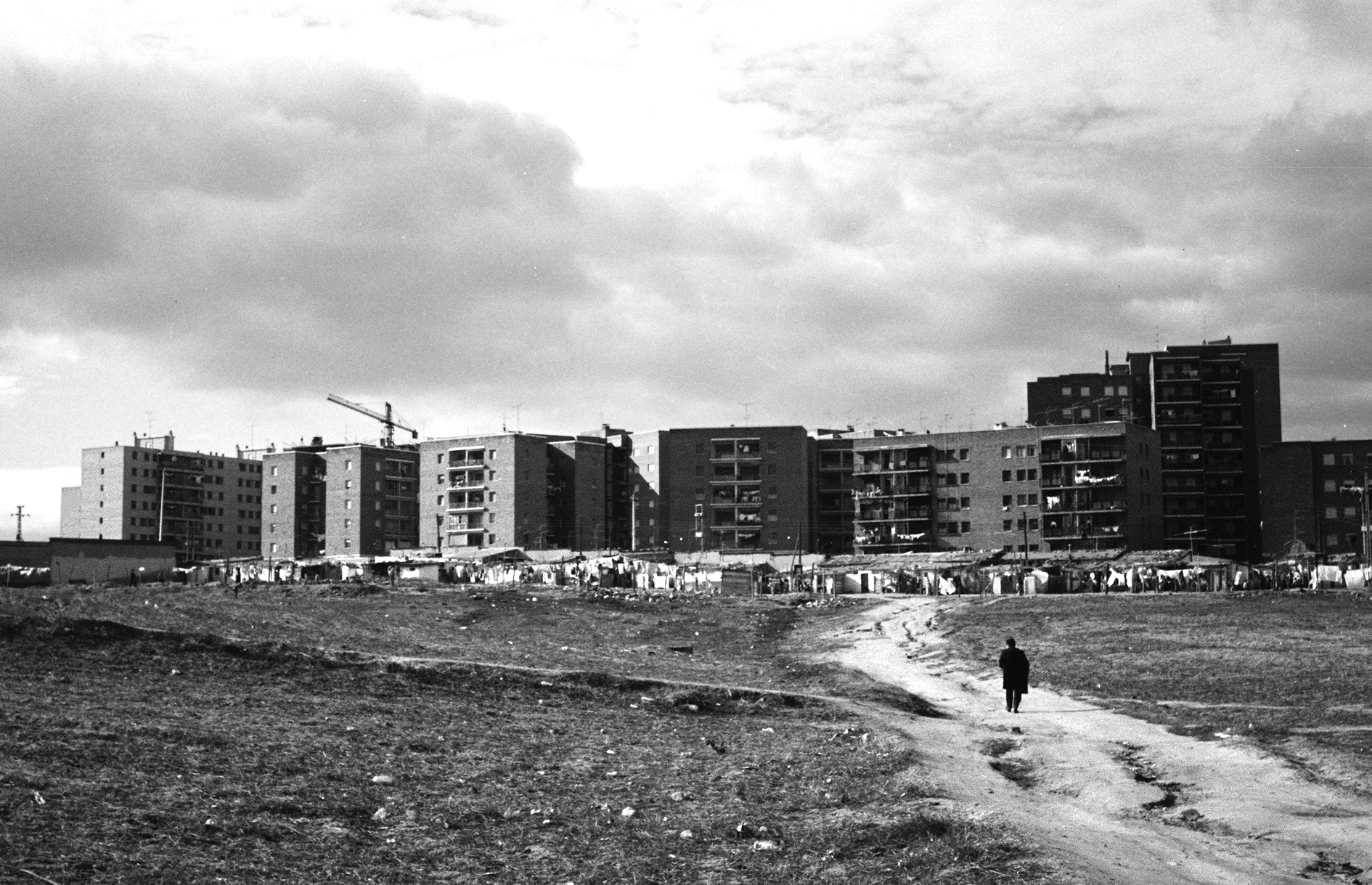
Chabolas y edificios de nueva construcción en Carabanchel en 1973

En 1959 se pusieron en marcha unna serie de medidas bajo el Plan Nacional de Estabilización Económica con el objetivo de estabilizar y liberalizar la economía española. Esto, junto con la salida masiva de mano de obra, una bajada de la tasa del paro y la entrada de divisa extranjera debido en parte al turismo masivo y al envío de dinero de los trabajadores españoles en el extranjero dieron lugar a una época de crecimiento llamada milagro económico español, que duró hasta la crisis del petróleo de 1973 y la consiguiente recesión de 1973-1975. 
En cuanto a la vivienda en 1957 se creó el Ministerio de la Vivienda, que se hizo cargo del Instituto Nacional de la Vivienda, así como de la Dirección General de Regiones Devastadas y Reparaciones que cesó ese mismo año. En 1963 se pone en marcha el Plan General del Área Metropolitana con el objetivo de mejorar y reestructurar la periferia de metropolitana. En 1960 se realizó un nuevo censo de infraviviendas en Madrid y se contabilizaron 72.241 chabolas, de las cuales 819 eran cuevas.  Según cifras oficiales a principio de los 60 había 180.000 personas viviendo en chabolas aunque la cifra oficiosa era de 350.000. El informe definía chabola como “toda edificación, que no merece el calificativo de vivienda y que sin embargo alberga una familia”. El primer informe realizado por la fundación de Cáritas Foessa en 1967 cifró el número de chabolas en 18.367, cuatro veces menor que en 1960, aunque según otro censo de 1973 había más de 35.000. 
El fracaso del Plan de Vivienda de 1955 conllevó que se aceptara la consigna de que el sector público no era capaz de solucionar el problema de la vivienda así que en 1957 se promulgó la Ley de Urgencia Social (conocido también como Plan de Urgencia Social o PUS) para la ciudad de Madrid (y posteriormente en otras ciudades como Barcelona).
En 1961 se promulgó la Ley General de Absorción de Tugurios y Chabolas (llamado también Plan de Absorción del Chabolismo) que, junto con el Plan de Urgencia Social, facilitó la expropiación de grandes zonas de terreno no urbanizable, que tras ser urbanizadas se podían vender a un precio mucho mayor a cooperativas, empresas, cajas de ahorros o entidades semipúblicas para de desarrollo de proyectos de vivienda, amparados por ventajas crediticias y fiscales. Los datos del Plan Nacional de la Vivienda 1961-1970 cifraban para 1960 en un millón de unidades el déficit de vivienda.El régimen publicitó este tipo de polígonos de viviendas a través por ejemplo del NO-DO, como es el caso del programa del 1 de enero de 1959 llamado Sesenta Mil Viviendas. Plan de Urgencia Social de Madrid.
Según datos de Manuel de Terán entre 1939 a 1953 se construyeron 10.072 viviendas y entre 1954 y 1961 60.492 viviendas, un 60% del total. entre 1962 y 1973 se construyeron 29.240 más. En Vallecas, donde la situación de chabolismo era dramática, sólo se construyó el 13% de todas las viviendas de promoción oficial. Debido a la mala calidad de la construcción de los poblados la mayoría de ellos se derribaron como mucho 40 años después en la Operación de Remodelación y Realojamiento de Barrios de Madrid entre los años 1977 y 1986.

### 1974-1986: fin de la dictadura y movilización ciudadana
Pese al aumento de construcción de parques de viviendas destinados a la reubicación de las familias que vivían en chabolas, en 1973 todavía había más de 175.000 personas en situaciones de infravivienda. En 1973 el Ayuntamiento encargó un censo de infraviviendas a la consultoría Intecsa según el cual se contabilizan en el municipio 35.318 infraviviendas lo que suponía el 3'5% de las viviendas unifamiliares de Madrid, y albergaban alrededor del 3% de la población de la ciudad. Todos los distritos presentaban núcleos de chabolas excepto en el de Moncloa-Arabaca debido a que este está ocupado casi todo por la Casa de Campo, y el 60% de ellas situadas en los distritos del sureste, principalmente en Puente de Vallecas/Entrevías (unas 17.000 chabolas).  
Ya desde principio de los años 70 las políticas públicas se basan cada vez más en la expropiación de los terrenos y a la concesión de pisos a los chabolistas bajo régimen de propiedad, pero debido a la baja calidad de las construcciones y la falta de servicios, así como el aislamiento de la urbe de los poblados y polígonos en muchas ocasiones la sensación es de que la calidad de vida no mejora con las reubicaciones. Las asociaciones de vecinos, clandestinas hasta la caída del régimen, reivindicaron con cada vez más intensidad estos derechos y hasta bien entrada la década de los 80 serán respondidas en las calles con represión y violencia. Tras la caída del régimen de franco se traslada la responsabilidad de la erradicación de los barrios de chabolas del Gobierno central a las administraciones locales, el Municipio de Madrid y luego la Comunidad Autónoma de Madrid. 
En 1977 se promulga la Ley de Expropiación Forzosa dedicada a expropiar terrenos viviendas de protección oficial, y bajo la cual la Comisión de Planeamiento y Coordinación del Área metropolitana de Madrid delimitó en Vallecas cinco polígonos de expropiación con las zonas de infravivienda y suelo rural. Esta medida permitió realojar a 12.000 familias de chabolistas en su propio barrio. 
En 1979 el Ministerio de la Vivienda definió el Plan de Remodelación de Barrios dentro del municipio de Madrid, que a través de 29 actuaciones planeaba construir 39.000 nuevas viviendas con el objetivo de absorber numerosos núcleos chabolistas y polígonos residenciales en bajas condiciones. El Plan tuvo continuidad después de 1989 en menor medida, articulado en los nuevos ensanches generados por el Plan General de 1985.En 1984 el Ministerio de Obras Públicas y Urbanismo (MOPU) calculó que se habían construido 38.540 nuevas viviendas en régimen de propiedad desde el inicio del Plan, alojando a unas 150.000 personas, y con una inversión total de 12 millones de pesetas.A lo largo de los años se van desarrollando planes menores que implican zonas específicas, bajo el mismo paradigma de intervención pública directa (expropiación del suelo, urbanización y realojo de residentes), como los Programas de Bolsas de Deterioro Urbano de 1988/89 y de 1990/91.
En 1979, a raíz del traspaso de las competencias en cuanto al tema de la vivienda, realizó el primer censo municipal de chabolas y encontraron que el 55,7% de las familias censadas se consideraban gitanas (955 familias de 1.807 chabolas censadas). En segundo censo municipal el realizado en 1984, publicado con el nombre Propuestas para la erradicación del chabolismo gitano, ya señaló que el 93% de las personas que vivían en los barrios de chabolas eran gitanas (1.302 familias de 1.401 chabolas censadas).  Este censo resaltó también que el porcentaje de familias de etnia gitana era cada vez mayor entre las familias chabolistas, en gran parte porque las familias gitanas estaban quedando fuera del Plan de Remodelación de Barrios de Madrid, por no cumplir los requisitos socioeconómicos según la Administración. Este informe conducirá al establecimiento del Plano de acciones para la erradicación del chabolismo gitano (1984-1989). Las 3000 familias censadas que no entraron en el Plan de Remodelación tuvieron que esperar hasta que se aprobara en 1986 el Plan de Realojo de la Población Marginada. En el censo de 1986 el número de familias censadas aumentó hasta las 2.192. Había 61 parcelas informales en 18 distritos, en las que vivían 2.674 familias, en su gran mayoría gitanas.
La Consejería de Obras Públicas, Urbanismo y Transportes de la Comunidad de Madrid en su análisis del Proyecto de Remodelación de Barrios clasificaba los núcleos de la siguiente manera:
1. Los barrios-pueblo, formados por importantes concentraciones de chabolas y casitas de autoconstrucción: Palomeras, El Pozo del Tío Raimundo, Meseta de Orcasitas.
2. Los pequeños enclaves chabolistas: entre otros Marquesa de Amboage, San Pascual y la Alegría, Doña Carlota, Cerro del Tío Pío y Almendrales. inmigrantes tardíos sin ningún recurso económico y por gitanos
3. Asentamientos de minorías étnicas, fundamentalmente gitanas: San Cristóbal, Pinar de Chamartín.
4. Los núcleos de vivienda pública precaria ejecutados por el Instituto Nacional de la Vivienda y la Obra Sindical del Hogar: unidades vecinales de absorción, poblados dirigidos, poblados mínimos y poblados agrícolas.

Empezando en los 70 y a partir de entonces los planes de intervención fueron virando hacia un enfoque con una perspectiva de etnia ya que no estaban dirigidos a madrileños pobres sino a gitanos pobres concebidas como "culturalmente diferentes" y a las que hay que dedicar programas específicos. Durante esos años se estaban desarrollando dos planes paralelos relacionados con la infravivienda; uno enfocado a reducir el número de viviendas precarias y otro integrar a las poblaciones denominadas "gitanas marginales". La estigmatización de la población gitana va en aumento a lo largo de los años 80 y se acentúa con la penalización de las drogas aparición del tráfico y consumo de drogas como la heroína.

### 1986-2006: gitanos y exclusión social
A mediados de los años 80 la propiedad de la mayoría del suelo dónde se ubicaban los núcleos chabolistas que quedaban después de décadas de intervenciones masivas era del Ayuntamiento. 
En 1986 se creó el Consorcio de Realojamiento de la Población Marginada bajo la supervisión del Ayuntamiento de Madrid (y su agencia de vivienda pública la Empresa Municipal de Vivienda y Suelo), la Comunidad Autónoma de Madrid (y su agencia de vivienda pública, el Instituto Regional de la Vivienda de Madrid) y Delegación del Gobierno. Este órgano sería sustituido en 1998 por el Instituto de Realojamiento e Inserción Social (IRIS), que vio disminuida su actividad por recortes en 2012 durante la crisis económica. En 2012, el IRIS poseía 2.388 apartamentos.  Progresivamente estos organismos fueron ganando énfasis en programas de mejora de la escolarizacion, la alfabetización, la integración laboral o la atención salitaria, así como entrando en colaboración con las asociaciones de vecinos u ONG como el Secretariado General Gitano o Presencia Gitana. Se montaron centros sociales polivalentes en los núcleos chabolistas permanentes y temporales para acercar los trabajadores sociales a los habitantes de las chabolas. El 80% de los núcleos censados se encontraban en el sur y el este de la capital (como San Blas o Vicálvaro). 
En 1986 el Consorcio realizó un censo que incluía a 2.674 familias alojadas en 62 núcleos de chabolas de la capital. Este número aumentaría hasta llegar a las 4178 familias en el censo de 1997 debido a aspectos vegetativos naturales y a la inmigración desde otras regiones de España. Además en los municipios circundantes vivían en otros núcleos de chabolas unas 410 familias (un total regional de 1.647 chabolas en 52 núcleos). 
El censo de 1986 dividió la población chabolista de la siguiente manera:
- 568 familias fueron repartidas en pisos por toda la ciudad mediante el Plan de Remodelación de Barrios
- 232 familias consideradas "seminómadas y marginales" fueron realojadas en campamentos provisionales
- 1.123 familias fueron agrupadas en nueve barrios de tipología especial (BTE) en los que se construyeron 960 casas

Se ideó un tipo de núcleos de viviendas de transición llamados barrios de tipología especial para realojar a las familias en dificultad¨ que no eran consideradas aptas para adquirir un piso, construidos fuera de los entornos urbanos con viviendas prefabricadas. Estos barrios contaban con escuelas infantiles, puestos de atención sanitaria, talleres de capacitación profesional, aulas de alfabetización y asistentes sociales pero tras diez años las familias seguían en la misma situación de marginalidad, acrecentada por la segregación y la alta presencia de las drogas, y se desmantelaron todos en 1998 reubicando a las familias en pisos no segregados.Algunos de estos barrios de tipología especial terminaban atrayendo a las personas que venían nuevas y a las expulsadas de otros barrios de chabolas que se construían nuevas barracas a su alrededor, como ocurrió con los barrios de Mimbreras (Latina) y Cañaveral (Vicálvaro).Algunos de los barrios de tipología especial construidos fueron el Cerro de las Liebres, Rosilla, Mimbreras II, Celsa, La Quinta, Jauja y San Fermín, Cañaveral, Plata y Castañar.
Entre 1999 y 2006 el número de chabolas de la ciudad y de la comunidad autónoma se fue reduciendo, exceptuando el de Las Castellanas de San Fernando de Henares (desalojado en 2009), aunque estos datos proporcionados por el IRIS no incluían la Cañada Real. El núcleo más poblado era el de El Salobral de Villaverde en el que vivían 1100 personas cuando fue desalojado en 2007, así como el de Santa Catalina de Puente de Vallecas (con unas 500 personas desalojadas en 2011) y Las Barranquillas en Villa de Vallecas. En 2005 el Instituto Nacional de Estadística publicó que en la región existían 1.400 chabolas en las que vivían 5.000 personas.

### 2006-actualidad
A finales de la década de los 2000 la inmigración en España empezó a tener un peso considerable. En el 81 la población extranjera era de menos de 200.000 en todo el país, y pasó a tener un millón en el año 2000 y cuatro millones en el año 2006. Esto modificó la etnia mayoritaria de las poblaciones de chabolas, que en los años 80 y 90 era prácticamente en su mayoría de etnia gitana. Según un censo de 2012 realizado en la Cañada Real por la Universidad Complutense de Madrid y la EMVS la población era en un 38,7% de etnia gitana, en un 27% de origen marroquí y un 1,2% de roms (gitanos originarios de fuera de España y nómadas o seminómadas). También hay inmigrantes portugueses y de países del este como Rumanía.Pese a esto la población gitana sigue siendo una parte importante de la población más marginada, según el último estudio Mapa sobre vivienda y población gitana 2015, elaborado por la Fundación Secretariado Gitano, en España viven unas 10.000 personas gitanas en chabolas.
Entre 2007 y 2015 se redujo el número de chabolas en el municipio a la mitad, aunque algunas de estas chabolas se trasladaron al resto de municipios de la Comunidad como la Cañada Real. El censo del Ayuntamiento del año 2016 identificó 135 asentamientos con al menos 1226 personas, aunque el número podría ser el doble debido a que muchas familias deciden no darse de alta en ningún registro. La mayor parte de estos asentamientos se encontraba en Villa de Vallecas y El Gallinero, este último desalojado en 2018. También había asentamientos en Fuencarral-El Pardo, Hortaleza y Villaverde.
La CAM decidió en 2015 fusionar el IRIS con el Instituto regional de la Vivienda de Madrid (IVIMA) para crear la Agencia de Vivienda Social (AVS). Aunque la responsabilidad de gestionar los barrios de chabolas recae en los municipios, estos pueden pactar con los gobiernos de las comunidades autónomas para delegar el trabajo, como es el caso de Madrid que en 2015 pagaba 1'3 millones de euros anuales en costes de gestión y ponía pisos a disponibilidad de la Comunidad de Madrid.

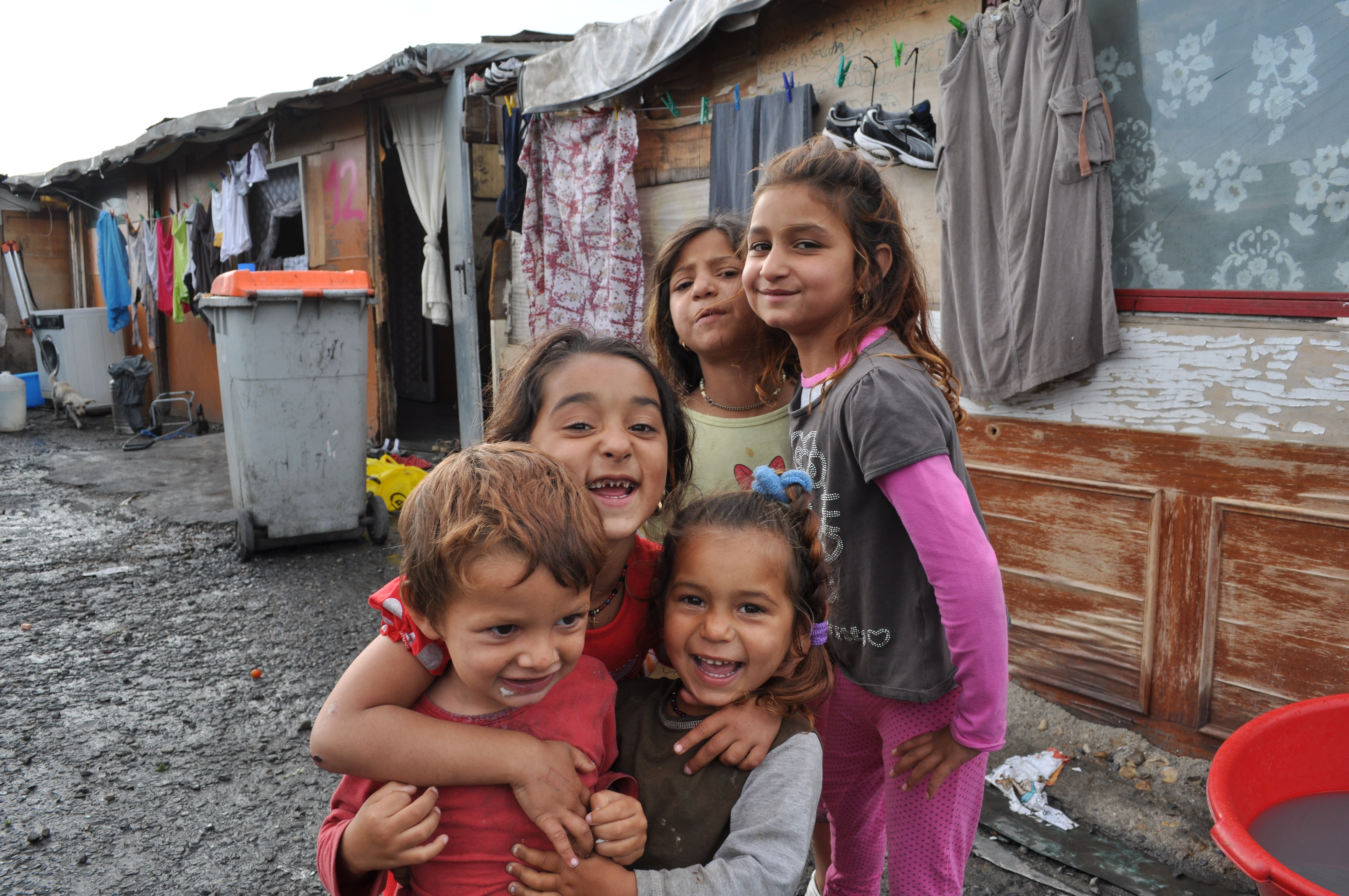
Niños en El Gallinero en 2011

Según la memoria anual de actividad de la Agencia de Vivienda Social de la Comunidad de Madrid en 2023 había 25 núcleos chabolistas en el municipio con unas 150 chabolas y otros 13 núcleos adicionales en la Comunidad de Madrid con otras 380 chabolas presentes en los distritos de Fuencarral-El Pardo, Villaverde, Chamartín, en Nuevo Legazpi o el entorno de la M-30. Además el núcleo de la Cañada Real, distribuido entre los municipios de Coslada, Rivas-Vaciamadrid, Vicálvaro y Villa, contaba con 2.537 chabolas.

### Planes activos
Actualmente a nivel estatal se encuentra activo el Plan Estatal para el Acceso a la Vivienda 2022-2025, como herramienta complementaria a la Ley de Vivienda del 2023, el Programa 12 del cual se basa en ayuda a la erradicación de zonas degradadas, del chabolismo y la infravivienda con subvenciones a la rehabilitación, renovación y nueva edificación de viviendas y del entorno urbano.
A nivel de la Unión Europea los programas autonómicos del Fondo Europeo de Desarrollo Regional 2021-2027 también cuenta con un prob¡grama de erradicación del chabolismo a través de la adquisición y rehabilitación de viviendas para ofrecer soluciones habitacionales a la población gitana residente en chabolas. El Fondo Social Europeo Plus 2021-2027 también cuenta con un programa dirigido a laiIntegración de la población gitana a través de medidas de adaptación en los procesos de realojo a viviendas normalizadas y erradicación del chabolismo, con intervenciones relacionadas con la inclusión social, la escolarización y el empleo.
La ciudad de Madrid subvenciona a través del plan Actuación Integral con Minorías Étnicas del Este (APOI) tres campamentos estables en Cañada de los Canteros (Villa de Vallecas), Valdelatas y San Roque (Fuencarral-El Pardo) desde el año 2000, con motivo de un aumento de inmigrantes seminómadas de etnia gitana procedentes del Este de Europa, principalmente de Rumanía y Bulgaria.
Algunas organizaciones como la Fundación Secretariado Gitano, Provivienda, Fundación Cepaim o la Federación Regional de Asociaciones Vecinales de Madrid tienen programas dedicados a garantizar el derecho a la vivienda personas o grupos que tienen más dificultades en el acceso a una vivienda digna, adecuada y accesible.

## Censos de población chabolista
| Evolución de los asentamientos chabolistas | 1924            | 1944                     | 1956             | 1960            | 1961            | 1967            | 1973            | 1978            | 1979           | 1980           | 1981            | 1984          | 1986           | 1997          | 1998          | 2007                            | 2015         | 2023                          |
| ------------------------------------------ | --------------- | ------------------------ | ---------------- | --------------- | --------------- | --------------- | --------------- | --------------- | -------------- | -------------- | --------------- | ------------- | -------------- | ------------- | ------------- | ------------------------------- | ------------ | ----------------------------- |
| Totales                                    | 45.000 personas | 150.000/400.000 personas | 100.000 personas | 72.241 personas | 58.530 personas | 38.740 personas | 35.318 personas | 30.000 personas | 1.807 chabolas | 1.834 chabolas | 12.000 familias | 1401 chabolas | 2.674 familias | 4178 familias | 2125 chabolas | 45.000 personas en la Comunidad | 568 chabolas | 3067 chabolas en la Comunidad |

Fuentes sobre los censos de chabolas: La definición de chabola no es la misma en todos los censos por lo que los censos pueden incluir en ocasiones desde las chabolas más precarias hasta construcciones o casitas bajas de obra. Algunos censos, sobre todo hasta llegados los años 60, medían la "infravivienda" sin especificar si eran casas bajas o chabolas. 
Por otro lado hay asentamientos que se añaden a los censos en años posteriores como el del Pozo del Huevo de Villa Vallecas, o la Cañada Real. Algunos censos incluyen tan sólo el municipio de Madrid y otros la Comunidad de Madrid. 
Algunas fuentes dan el número de personas censadas, otras el de chabolas o viviendas y otras el de familias. Se ha calculado que vivían unas 5 personas de promedio en cada chabola, pero también que en numerosas ocasiones una sola chabola estaba habitada por más de una familia.

## Movimientos vecinales
Las relaciones vecinales de soporte y lucha reivindicativa posterior tuvieron su origen en muchas ocasiones en un pueblo o región común de los habitantes de cada barrio. Era costumbre al migrar hacia la capital integrarse en un barrio que ya tuviera un grupo de gente procediente de la zona de dónde venían, e incluso a menudo se juntaban en el mismo vecindario gente del mismo pueblo o de la misma familia. Entre las muchas prácticas que cumplían estas redes de paisanos había la de acogida a la llegada, la colaboración para construir las chabolas, la transmisión de información de interés y el apoyo en la búsqueda de empleo, la compartición de los escasos recursos y la cooperación en el cuidado de la gente mayor y de los niños. 
Durante el tardofranquismo de finales de los 60 y de la década de los 70, cuando las luchas obreras y de oposición al franquismo empiezan a tomar fuerza de nuevo, los movimientos vecinales empezaron a salir de la clandestinidad y a tomar la calle. Las raíces de este movimiento están tanto en las redes sociales de los barrios y de los orígenes rurales como en la formación militante de la población de los barrios obreros y marginales. Al morir el dictador en el 75 se acrecentaron las manifestaciones, asambleas y concentraciones. 
Los movimientos vecinales reclamaban desde sus inicios viviendas dignas y accesibles, que los pisos adjudicados estuvieran en sus propios barrios para poder mantener el arraigo, la comunidad y las redes sociales y familiares, yen algunos casos incluso reclamaban poder diseñar incluso los planos de las viviendas y decidir detalles sobre los materiales y las calidades constructivas debido a las malas experiencias anteriores de viviendas sociales de muy mala calidad. Otro punto constante de reivindicación fue el de tener unos barrios urbanizados, con los mínimos como luz en las calles o asfalto y aceras, y por otro lado servicios públicos comunitarios como parques infantiles, centros culturales o centros de salud.
En muchas ocasiones los centros dónde se empezaron a desarrollar este tipo de actividades asociativas y reivindicativas fueron los centros religiosos de los propios barrios como las parroquias, debido a que los centros de culto eran de los pocos espacios donde la gente se podía concentrar de forma legal sin levantar sospechas, y gracias también a  algunos curas obreros que trabajaban en los barrios pobres como el padre Llanos o el de la iglesia roja de San Carlos Borromeo fueron dando lugar a este tipo de actividad enmarcados en el movimiento llamado Iglesia de base o teología de la liberación. Las primeras asociaciones que se crean en estos barrios eran de carácter religioso o familiar, y progresivamente se fueron integrando en los movimientos sociales urbanos vinculados a la izquierda política. Todas las asociaciones que estuvieran fuera del Movimiento Nacional estaban prohibidas y funcionaban en la clandestinidad, incluyendo las asociaciones vecinales, y sus primeras luchas fueron precisamente su reconocimiento y legalización. 
En 1964 se reconoció el derecho de asociación a través de la Ley de Asociaciones, y una de las primeras asociaciones vecinales que se legalizaron en España fue la Asociación Vecinal Palomeras Bajas de Vallecas en 1968. Entre ese año y 1970 se pusieron en marcha veinte asociaciones más en otros barrios populares como Moratalaz, Orcasitas o SanBlas, y en municipios como Alcalá de Henares, San Sebastián de los Reyes, Leganés y Getafe. La lucha por la legalización se enfrentó a la postura del régimen que las consideraba "asociaciones vecinales en trámite". En febrero de 1975 se constituyó la Federación Provincial de Asociaciones de Vecinos (FPAV), origen de la actual Federación Regional de Asociaciones Vecinales de Madrid (FRAVM).
En enero de 1979, durante la época de activación del Plan de Remodelación de Barrios, se creó la Coordinadora de Barrios de Remodelación con el objetivo de coordinar las distintas asociaciones de vecinos que tenían como eje principal los realojamientos o la remodelación de las viviendas en mal estado otorgadas en planes de las décadas anteriores. Los puntos fundamentales de la negociación eran:
- Promulgación de una normativa específica que reconozca la «deuda social» y el compromiso del Estado.
- Realojo en el propio barrio.
- Respeto al régimen de propiedad.
- Valoración de la vivienda antigua, con actualización e indemnizaciones.
- Promoción directa.
- Programas de actuación para toda la operación que deberá considerarse de forma unitaria.
- Condiciones especiales de renta y de financiación.

En 1978 se forma la Coordinadora de Chabolistas integrada por 30.000 chabolistas de los barrios de Pan Bendito, Monte Carmelo, Cruz del Cura, Lucero, Caraque, Opañel, el Tercio Terol, Paseo de Extremadura, los Cárcabos, Bilbao y Campamento de Chamartín de las Rosas.
Durante los años 80 a las luchas por una vivienda digna se le sumaron las luchas contra la droga, y especialmente la heroína, que duraron hasta el desmantelamiento de estos centros a principios de la década de los 2000. Se crearon organizaciones como Madres contra la droga.

## Perfil personal
Mucha de la información de la época que se tiene de las personas que vivían en las chabolas proviene del servicio de información social de la sección de vivienda del CGOUM, que realizó un censo actualizado entre 1956 y 1964. Además del estado de la chabola y una fotografía, estos informes incluían la composición familiar, el lugar de origen, el tiempo de residencia en la capital, la profesión y el lugar de trabajo, el sueldo del cabeza de familia (siempre masculino, excepto en caso de viuda).
Si en la segunda mitad del siglo XIX la mayoría procedíandel área castellano manchega, la región madrileña y el norte asturiano, en elprimer tercio del siglo XX emergieron nuevos graneros de inmigrantes en las provincias de la Meseta Norte, en algunas provincias andaluzas y en Extremadura. Las redes de familiares y paisanos fueron la herramienta natural y más extendida entre los inmigrantes para acceder a la ciudad e integrarse en ella.
En un informe de Cáritas de 1961 se menciona que el 27% de las familias que viven en chabolas son originarias de la misma ciudad, y señala como posibles causas el crecimiento natural de la poiblación y el encarecimiento de la vivienda, lo que dejaría como única opción de independencia de las nuevas familias jóvenes el vivir en una chabola, y por otro lado el alto número de familias desahuciadas por no poder pagar el alquiler. Muchas familias preferían vivir en una chabola que en una habitación de alquiler debido a la mayor independencia e intimidad que esto suponía pese a la peor calidad de la vivienda.Según los censos de infraviviendas de 1956 y 1961 realizados en el Pozo del Tío Raimundo tan solo el 8,8% declaraba ser natural de la provincia de Madrid, Las principales provincias de los cabezas  eran  Jaén  (32,2%),  Córdoba  (10,4%),  Ciudad  Real  (9,5%), el 44% de los cabezas de familia se declaraban peones, siendo la albañilería en sus distintos grados la segunda profesión predominante en el Pozo. Para el conjunto de Madrid la cifra de propietarios de la chabola en la que vivían era de un 63,3%.
Pese a que la mayoría tenían trabajo, muchas veces se trataba de trabajo temporal o que dependía de la carga de trabajo que tuviera la empresa o de la época del año. El perfil laboral de los trabajadores de los barrios de barracas solía ser de baja o nula cualificación, con una presencia importante de paro, sobre todo en los jóvenes y la gente mayor, y con un peso también importante de las personas dependientes (jubilados, niños, mujeres no activas).
El perfil fue evolucionando con los años, según el censo del 86 casi el 100% de las personas que vivían en las chabolas eran gitanos, comparado con el 52% encontrado en el censo de 1979. La venta ambulante, la recolección y procesamiento de chatarra y los trabajos como temporeros ocupa a más del 50% de los varones. La escolarización se mantuvo por debajo del 50% en menores de 16 años. 
En España en 2015, el 6,99% de la población gitana habitaba en chabolas o infraviviendas, según el Estudio‐Mapa sobre Vivienda y Población Gitana en España de 2015. 
Hoy en día las personas que viven en chabolas se consideran personas sin hogar. Según la Federación Europea de Organizaciones Nacionales que Trabajan con Personas sin Hogar (FEANTSA) las personas que viven en chabolas se encuentran dentro de la tipología Ethos que incluye las personas que viven en alojamientos móviles (que no son vivienda habitual), construcciones que no constituyen viviendas convencionales o estructuras semitemporales (chabolas o cabañas), personas que viven en alojamientos sin permiso de habitabilidad y personas que viven en viviendas hacinadas o sobreocupadas.

## La chabola

### Etimología
En Madrid se ha usado mayoritariamente la palabra chabola para describir este tipo de viviendas, ubicadas en barrios de chabolas y habitadas por chabolistas. Chabola, que según la RAE significa Vivienda de escasas proporciones y pobre construcción, que suele edificarse en zonas suburbanas." Proviene del eusquera txabola, que a su vez proviene del francés geôle (celda o prisión). Otra acepción utilizada es yacija, que proviene de yacer, y significa lecho pobre y a la vez sepulcro.
Los barrios eran llamados barrios de chabolas así como arrabales, que proviene del árabe hispánico arrabáḍ, y significaba barrio de extramuros. También recibían en su conjunto el nombre de "cinturón negro", "aureola negra" o "cinturón de miseria" de Madrid entre los 50 y los 70.  

### Características
Las chabolas se han caracterizado por tener una calidad constructiva muy baja, generalmente levantada con materiales de derribo, chapa, latas, tablas, cartón cuero u otros materiales de deshecho. Acostumbran a tener una superficie habitable de menos de 20 metros cuadrados, una altura inferior a 2'2 metros y son de una planta de altura. Las chabolas de obra, o casas bajas pueden tener muros de unos 15 centímetros de ladrillo tabicón o tabla, tejado rollizo y piedra con cielo raso o sin él, así como un pavimento de tierra apisonada, cerámica o cemento. El hacinamiento es una de las características más comunes ya que en general la media de personas que habitan las chabolas es de 4 o 5 personas, dejando habitualmente menos de 5 metros cuadrados de superficie habitable por persona, sin espacios libres. Las chabolas a menudo se han construido de noche para evitar su derribo a mano de las autoridades. Este tipo de viviendas presentan muchos problemas estructurales y de salubridad como la humedad, el ruido, la contaminación y suciedad como la coexistencia con animales, ratas y otros focos de enfermedad, así como altos riesgos por vivir cerca de las vías de circulación, fábricas o tendidos eléctricos, crecidas de ríos, rieras y barrancos.
Según el censo de Intecsa de 1973 más del 50% de las familias estaban pagando un alquiler por la chabola. Este porcentaje fue aumentando debido a que al realojarse muchas familias en pisos de protección oficial a lo largo de las distintas intervenciones las chabolas se quedaban libres y resultaba mucho más económico alquilar una que comprar una parcela para edificarse una nueva. 
En cuanto a servicios algunas pueden llegar a disponer de electricidad suministrada por empresas privadas, o de alguna toma de luz con placas solares. En muy pocas ocasiones las chabolas disponían de agua corriente debido a la falta de urbanización de los barrios bajos o arrabales donde se situaban (servicios, infraestructuras, transporte etc).Según la Fundación Secretariado Gitano en la actualidad la propiedad del suelo ocupado por las chabolas tan sólo en un 1,09% a sus habitantes. El 82% de las chabolas existentes en Madrid tiene luz eléctrica pero tan sólo el 24,20% de las chabolas disponen de agua corriente. 
Muchos núcleos se han desarrollado en zonas destinadas a usos ferroviarios o con clasificación de uso sanitario o industrial, espacios verdes o terrenos de uso rural. A nivel legal debido a que en muchas ocasiones la existencia de chabolas se debía a la especulación de los propietarios de parcelas, estas estaban construidas en terrenos no urbanizables por lo que las construcciones acostumbran a ser ilegales. La especulación generada antes y después de la guerra provocaba también que las parcelas fueran muy pequeñas, dando lugar a pasillos con chabolas adosadas de una habitación con cocina, aunque este tipo de chabolas en parcelas de propiedad o de renta se fueron eliminando a través de las expropiaciones estatales. La zona que estaba en proceso de parcelación era vendida en lotes, a menudo situando en el mismo campo una mesa con el propietario acompañado de un testigo el día de la venta. En Vallecas la mayoría de terrenos pertenecían a los hermanos Santos, en Orcasitas a Pedro Orcasitas y en Usera al militar Marcelo Usera.
Otra característica importante ha sido en general la posición aislada y la poca integración dentro del tejido urbano de la ciudad, ya que debido al bajo precio en el que históricamente se buscaban este tipo de parcelas. Posteriormente los barrios y polígonos de viviendas que se construyeron para intentar solucionar el problema de la vivienda también fueron situados en la periferia, generalmente en terrenos baratos y mal comunidados.

## Barrios de chabolas desaparecidos
Tanto en el municipio como en la región han existido numerosos núcleos de chabolas, en general conviviendo en la misma época decenas de ellos repartidos por el área metropolitana, más o menos estables a lo largo de las décadas. Algunas zonas se mencionan ya desde los primeros censos después de la Guerra Civil como el paseo de Extremadura en Carabanchel, Tetuán, la zona del puente de Toledo en Usera, Vallecas y Ventas.  

### Arganzuela
Pozo de Jaime el Conquistador: Estaba situado en la zona del río Manzanares-puente de Praga del barrio de Legazpi del distrito de Arganzuela y fue densificándose al terminar la guerra llegando a albergar unas 1400 chabolas y 6000 personas. En 1957 las chabolas del barrio fueron derribadas y las familias fueron reubicadas en el poblado de absorción de San Fermín con 1.221 viviendas, que posteriormente pasó a llamarse barrio de San Fermín en Usera. Por las viviendas pagaron entre 30 y 40.000 pesetas, en un barrio sin urbanizar y sin transporte público, y a lo largo de los años la Asociación de Vecinos de San Fermín logró conquistar servicios sociales mínimos, empezando por el transporte.

### Usera
La Perla: Situado en el barrio de San Fermín, al lado del poblado de absorción, se cifra su inicio en la década de los años 20 cuando el propietario de los terrenos, Ricardo Ferrando, inició la construcción de la colonia que llevaba su nombre. En el año 1981 todavía seguía en pie. 
Orcasitas: Estaba dividido entre Meseta y Pradolongo. Según las actas de la Comisión de Urbanismo de Madrid de 1954 se había reportado a las autoridades la parcelación ilegal de una porción de los terrenos propiedad de un tal Pedro Orcasitas, que terminó dando nombre al barrio.Las primeras chabolas en la meseta de Orcasitas se levantaron en los años 50 y sus habitantes provenían mayoritariamente de Castilla-La Mancha, Andalucía y Extremadura.Entre 1957 y 1963 se construyó el poblado dirigido de Orcasitas con 2.964 viviendas a través de la Gerencia de Poblados Dirigidos, y tuvieron que ser rehabilitadas entre 1976-1986 a través de un plan parcial de 1971 del Ayuntamiento debido a problemas estructurales causados por terreno de arcillas expansivas de los terrenos. Además de la rehabilitación de las casas se urbanizó el barrio, y cuando terminaron las obras el Ayuntamiento se negó a entregas las viviendas a sus antiguos dueños alegando que ya habían recibido una indemnización años antes, pese a que los acuerdos verbales que se tomaron en 1971 obligaban al Ayuntamiento a devolver las viviendas a sus dueños. Crearon la Asociación de Vecinos de Orcasitas y Eduardo García de Enterría los defendió en un juicio que falló a su favor en 1977 declarando, por primera vez, el carácter vinculante de dicha memoria. Este proceso dio nombre a la de la plaza Memoria Vinculante en recuerdo a este fallo judicial. Entre 1975 y 1976 fue uno de los escenarios principales de la llamada guerra del Pan, durante la cual se sucedieron una serie de protestas y acciones vecinales como la creación de una panadería social, debido a una estafa generalizada que se dio en el gremio del pan con objeto de rebajar el peso de la pistola (una barra de cuarto de quilo) a 170 gramos. El precio de la pistola estaba regulado por el Estado, y esta estafa se produjo después de diversas subidas de precio del pan en la década de los 70. También existían zonas chabolistas al sur de Usera y al borde de la avenida de los Poblados en los 70. 

### Carabanchel
Arroyo de Valdecelada: Núcleo situado en Carabanchel Bajo en el trazado de la actual M-30, contaba con más de 1000 personas en el año 77 que fueron reubicadas en Alcalá de Henares durante la construcción de la autovía.

### Ciudad Lineal
La Alegría: Como lo describe el escritor Manuel Rico "estaba situado enfrente de la calle Virgen del Val del barrio de La Concepción, junto al de San Pascual, y su límite sur se situaba casi enfrente de la plaza de toros de Las Ventas, en lo que hoy es la M-30. Pertenecía al distrito de Ciudad Lineal. Allí nací y me crie hasta los once años. Mi calle se llamaba Canal de Mozambique. Era un barrio de casitas bajas, anteriores a la guerra civil, con chabolas. Ninguna vivienda poseía agua corriente ni servicio de alcantarillado. Disponían de pozo negro en los patios. Vivíamos en régimen de alquiler."

### Chamartín
Prosperidad: Los primeros documentos que mencionan este arrabal son de 1860. Se encontraba en el actual barrio de la Prosperidad en las afueras del noreste de la ciudad, y fue uno de los barrios que se crearon a través de la venta de terrenos agrícolas a los inmigrantes que llegaban de poblaciones rurales, que se establecieron posteriormente trabajando en la construcción.

### Puente de Vallecas
Vallecas: Vallecas es una de las regiones que más ha contado con la presencia de chabolas desde la Guerra Civil hasta la actualidad. Junto con otros barrios del extrarradio de Madrid fue bombardeado intensamente durante la Guerra Civil, y tras la contienda las edificaciones bombardeadas como la conocida Peironcely 10, así como restos de búnqueres (como en el caso de los búnqueres del Carmelo de Barcelona) se utilizaron como viviendas precarias durante años. En 1956 se contabilizaron más de 4.318 chabolas en todo el barrio de Entrevías repartidas entre los asentamientos de Entrevías Viejo (834 chabolas enquistadas en las construcciones más recientes), Entrevías Nuevo (860), Ahíjones (378), Prado Lombardo (203), Barrio Obrero (239), Pozo del Tío Raimundo (1.714) y La Celsa (90). La Guardia Civil contabilizó en Vallecas en 1958 16.561 chabolas (más de 70.000 personas).
Pozo del Huevo: Sus primeros habitantes llegaron principalmente de Extremadura y Andalucía y se asentaron en el camino de los Polvorines, en lo que terminaría siendo el poblado chabolista más antiguo de la región situado en el kilómetro 2 de la carretera de Villaverde a Vallecas. La Administración Pública construyó en 1963 la UVA de Vallecas a la que fueron algunas de las familias del barrio, y muchas de las chabolas y casas bajas que dejaron vacías fueron ocupadas por familias gitanas que llegaron de otros barrios de Madrid. El barrio de chabolas terminó contando con red de alcantarillado, suministro de agua corriente, tendido eléctrico y luz en las viviendas y pavimento. En 1989 quedaban 382 chabolas en el barrio y muchas familias fueron realojadas ren 1990 en el bloque del polígono 38 de la avenida de la Paz en Moratalaz, conocido como El Ruedo.
La Rosilla: Se creó el asentamiento en 1992 junto a la carretera de Villaverde a Vallecas y rodeado de campos e industrias como barrio de tipología especial, y era conocido como Los Pitufos por los colores de sus casas. Se construyeron casas temporales de dos plantas para unas 40 familias y se amplió en el 97 tras el desmantelamiento de Los Focos con 49 familias más. hasta que se desmanteló en el 2000 con el realojo de sus 164 familias. No fue hasta 24 años después que se llegó a urbanizar la zona con la construcción de 280 viviendas de alquiler asequible a través de la Empresa Municipal de la Vivienda y el Suelo. 

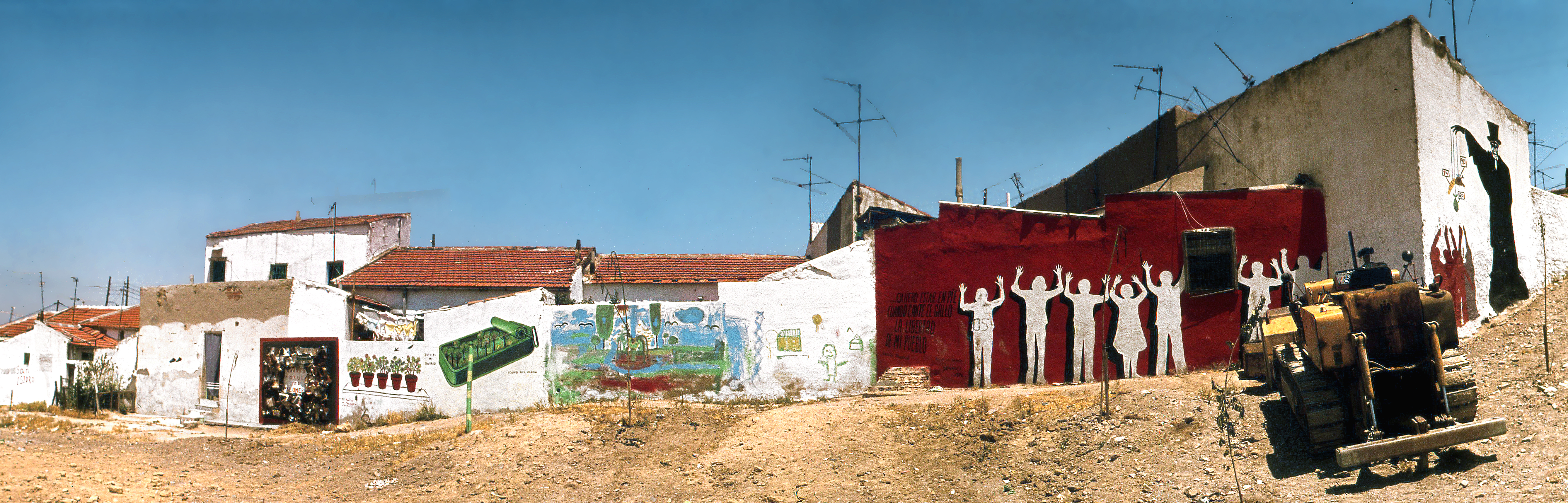
Casitas bajas en el barrio de Palomeras Bajas en 1976

Palomeras: La zona de Palomeras se empezó a poblar de chabolas a partir de parcelaciones ilegales sobre suelo rústico realizadas en 1925 por la Compañía Madrileña de Urbanización. En los años 50 experimentó un gran crecimiento y tenía dos núcleos principales, el de Palomeras Bajas mucho más extenso y el de Palomeras Sureste. En total llegó a albergar a unas 23.000 personas en 1966, y bajó a 12.000 personas en el año 88, en una mezcla de casitas de autoconstrucción y chabolas. La Asociación Vecinal de Palomeras Bajas, creada en 1968, tuvo un papel importante en las luchas vecinales por los derechos de la vivienda. 
Cerro del Tío Pío: El núcleo del Cerro del Tío Pío, antes conocido como el Palomar de Rivera y posteriormente como Cerro de Pío Felipe o, parque de las Siete Tetas o simplemente Las Tetas, empezó a tener chabolas, cuevas y casitas de autoconstrucción a partir de unas parcelaciones de suelo rural realizadas en 1918 en unos terrenos que pertenecían a Pío Felipe. En 1925 se reconoció oficialmente como barrio de Pío. En los años 50 vivían en el poblado unas 550 personas, y en los 60 más de 4000. Tras varios planes parciales de realojo a lo largo de dos décadas fue desalojado totalmente a principios de los años 80.
Pozo del Tío Raimundo: Se creó a partir de parcelaciones ilegales sobre suelo rústico, y ya se tiene constancia de las primeras chabolas en 1925. Durante la posguerra empezaron a llegar familias de forma más constante y experimentó su primera gran expansión a mitad de los 50 cuando el número de chabolas del barrio pasó de 9 en 1947 a 1.714 en 1956, con unas 7.600 personas. Este aumento de la demanda de parcelas hizo que aumentara su valor, pasando de 0'5 pesetas el pie cuadrado en 1940 a 8 o 9 en 1956. En 1955 el jesuíta padre Llanos se mudó al barrio y se convirtió en un representante significativo del movimiento de la Iglesia de base española.  En verano de 1956 se expropiaron varios terrenos en el sector de Entrevías, incluidos algunos del Pozo del Tío Raimundo, y algunas de las personas que vivían en chabolas se trasladaron al Poblado Dirigido de Entrevías 1.ª fase, también conocido como Pozo Nuevo. En 1968 se creó en el barrio una de las primeras asociaciones de vecinos de España, pero pese a las luchas vecinales las chabolas del Pozo del Tío Raimundo pervivieron hasta bien entrada la década de 1980. 
Prado Lombardo: Fue un núcleo chabolista efímero, situado al sur de la zona Entrevías Nuevo, creado a principios de los años 50 y desmantelado tras la construcción del poblado dirigido de Entrevías Fase 2.
La Celsa: El asentamiento de La Celsa emergió como consecuencia de las expulsiones de chabolistas del barrio del Pozo del Tío Raimundo, que se fueron desplazando hacia el sur de El Pozo y edificaron las barracas alrededor de la antigua fábrica de Cerámicas Celsa, de la que el barrio tomó su nombre. Actualmente existe una calle llamada camino del Barrio de la Celsa, y en parte de los terrenos que ocupaba el asentamiento se encuentra el centro de formación profesional CIFP Profesor Raúl Vázquez. Al principio el barrio se llamó barriada de San Antonio, nombre que mantuvo hasta pasados los años 60, y a partir de entonces se llamó La Celsa hasta su demolición completada entre 1995 y 1999. A partir de los 80 el barrio se degradó paulatinamente debido al consumo y tráfico de droga, coincidiendo con la epidemia de la heroína del siglo XX. Algunas de las familias fueron reubicadas en 96 casas construidas en el barrio llamadas obras El Escorial. Debido a la saturación de El Pozo y La Celsa se creó un pequeño asentamiento al sur llamado Poblado de la Alegría.

### Vallecas
A partir de los años 70 los núcleos se fueron trasladando hacia el sur a causa de diversas actuaciones en Puente de Vallecas como planes parciales, construcción de poblados en los 50 y 60 y posteriormente de parques de vivienda.
Las Barranquillas: Antiguo poblado situado al lado de Mercamadrid que contaba con varios puntos de venta de droga. En el año 2002 contaba con 300 chabolas, muchas de ellas trasladadas allí después del desmantelamiento del poblado de La Celsa en el 2000. Este núcleo fue derribado en diversas ocasiones con planes para construir el barrio de Valdecarros, pero debido a la crisis económica e inmobiliaria provocada por la burbuja inmobiliaria del 2008 aplazó su derribo total hasta pasado el 2012, y muchos de sus habitantes se trasladaron al sector 6 de la Cañada Real.

### Vicálvaro
Los Focos: Fue un asentamiento situado junto a la avenida de Daroca de San Blas, conocido también popularmente como Guarrerías Preciados, con 280 familias el 89 y 171 familias en el 96. En su momento era considerado el mayor y más pobre de los núcleos chabolistas de Madrid, y en el 89 se generó una controversia debido a que el Ayuntamiento construyó una zanja alrededor del núcleo. Fue derribado a mediados de los 90 para construir el barrio de Rosas.  
El Cañaveral: Este asentamiento, apodado La Jungla, se creó 1988 en el barrio de el Cañaveral dentro del Programa para el Realojamiento de la Población Chabolista Marginal Madrileña con 232 familias consideradas "seminómadas y marginales". Fue uno de los barrios de tipología especial pensados como campamentos provisionales que debía servir de espacio transitorio antes de su realojamiento permanente en edificios. Este barrio contaba con agua, luz y pavimentación, así como con una escuela infantil, un equipo de apoyo y prevención de la delincuencia, un grupo de escolarización de adultos y una escuela taller de horticultura en colaboración con el Inem. Las familias pagaban un alquiler de entre 2.000 y 4.000 pesetas por las viviendas prefabricadas o de 500 pesetas por las parcelas. Llegó a tener más de 2000 habitantes en más de 400 chabolas y se derribó en 2009. 

## Barrios de chabolas actuales
En las últimas décadas los núcleo se han dispersado y se han reducido en extensión, y proliferan sobre todo en el extrarradio. Muchos de ellos se sitúan al margen de las vías del tren entre Leganés y Villaverde, en la M-30.
Chabolas M-30: Antiguamente, antes de la construcción de la M-30 en lo que se conocía como arroyo Abroñigal, entre Arganzuela y el Puente de Vallecas, existía un diseminado de chabolas que fue desapareciendo a medida que se iba construyendo la autovía. En los últimos años han ido apareciendo núcleos a lo largo de la vía, que se van desmantelando de vez en cuando. En 2024 la empresa responsable del mantenimiento de la M-30 Madrid Calle 30 contabilizó 64 núcleos.
Las Sabinas: Las primeras casetas se construyeron a finales de los años 70 en terrenos de cultivo pero empezó a poblarse más intensamente en los años 80 bajo el puente del Aguijón, donde cruza la autovía de Extremadura a la altura entre Móstoles y Arroyomolinos en terrenos parte del parque regional del Curso Medio del Río Guadarrama y su entorno. A lo largo de los años ha habido diversos acuerdos con el Ayuntamiento para el realojo de las familias (como en 2008, en 2013, en 2021 o en 2023) pero el hecho que algunas de las familias no cumplieran los requisitos para entrar en los planes de actuación y la llegada de nuevas personas hizo que en 2024 siguiera habitado por unas 70 familias.
Sectores 5 y 6 de la Cañada Real: El mayor de los asentamientos de la Comunidad de Madrid se encuentra en los sectores 5 y 6 de la Cañada Real donde viven más de 4.000 personas, distribuidas en unas 1.600 infraviviendas. Estos sectores se encuentran distribuidos entre los distritos de Vicálvaro y Villa de Vallecas del municipio de Madrid y parte del municipio de Rivas-Vaciamadrid. Existe una gran variabilidad en cuanto a la estructura de las viviendas, que comprende desde chabolas hasta construcciones de ladrillos de varios pisos. En los años 1950 se empezaron a edificar barracones y chabolas en una zona de huertos, y a lo largo de las décadas se fueron ampliando los distintos asentamientos (sectores). En los años 70 los sectores más septentionales aumentaron su poder adquisitivo y fueron urbanizando la zona, pavimentando las calles y construyendo chalets, y se formó la Asociación “Cañada Real de la Merina” como instrumento de reivindicación social en este primer tramo de la Cañada. En mayo de 1994, el Ayuntamiento de Madrid trasladó a un grupo de familias gitanas, desalojadas por la Gerencia Municipal de Urbanismo, provenientes del Camino Viejo de los Toros, y a partir de 2001, fruto del derribo de los barrios de tipología especial de La Quinta, La Celsa, La Rosilla y las Barranquillas aumentó notablemente su dimensión. Los sectores 5 y 6 han seguido creciendo como sectores marginales desde entonces. Durante los años 90 se asentaron en el sector 5 trabajadores marroquíes y sus familias, que en 2015 conformaban el 27% de la población de este sector. El sector 6, llamado también el Gallinero, en 2010 estaba habitado por 400 familias principalmente de etnia gitana y ya en 2015 el Gallinero contaba con más de 800 familias, principalmente gitanos rumanos y de otros países de Europa oriental.  

## Legado cultural

### Literatura

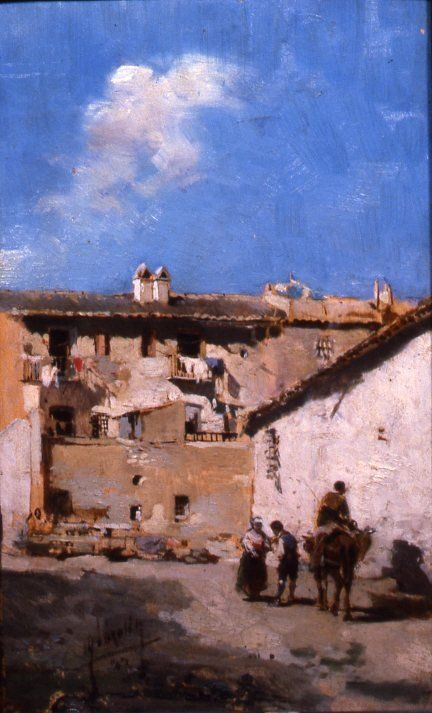
Caserío de barrios bajos madrileños, de Joaquín Sorolla (1883)

En literatura existen numerosas obras ambientadas o que describen el ambiente de los barrios bajos, y los primeros ejemplos los podemos encontrar a principios del siglo XX. Bernaldo de Quirós escribió en 1899 su obra La mala vida en Madrid y Pedro de Répide, cronista oficial de Madrid, escribió diversas obras retrato de los barrios bajos de la capital como Del Rastro a Maravillas (1907) o Los cohetes de la verbena (1910). Tomás Borrás escribió drama lírico El Avapiés en 1922 y un poco más adelante en 1930 Ramón Gómez de la Serna escribió la novela La Nardo, ambientada también en el entorno del Rastro de Madrid. 
Otros ejemplos podrían ser El viejecito de La Paloma de Antonio Casero, Huelga de golfos de Fernando Mora; Los piratas de los barrios bajos de Eugenio Noel, Misericordia de Pérez Galdós, Los barrios bajos de López Silva o Canciones del suburbio de Pío Baroja.
Tiempo de silencio es una novela de Luis Martín Santos publicada durante el franquismo en 1961, publicada bajo seudónimo debido a la represión política.

### Música
La zarzuela, género operístico originario de Madrid, cuenta con obras como Los barrios bajos (1878) o La verbena de la Paloma (1901)

### Cine
En 1985 se produjo la película Tiempo de silencio de Vicente Aranda como adaptación de la novela de Luis Martín Santos.
En 1951 José Antonio Nieves Conde dirigió una película sobre una familia campesina que emigra a Madrid desde el campo en plena posguerra.

### Fotografía
Javier Campano fotografió los barrios marginales de Madrid entre los años 1976 y 1980, obras que se plasmaron en la exposición Barrios. Madrid 1976-1980. 

### Arqueología
En el año 2022 se realizó una excavación arqueológica dirigida por el arqueólogo Alfredo González-Ruibal y subvencionada por la Secretaría de Estado de Memoria Democrática en la plaza Robert Capa (antiguamente números 6 y 8 de la calle Peironcely) de Entrevías. Justo delante se encuentra el grupo de viviendas históricas del número Peironcely 10, conocidas por haber sido bombardeadas durante la guerra civil y fotografiadas posteriormente por Robert Capa, y al otro lado se encuentra la llamada iglesia roja de San Carlos Borromeo. En esta excavación encontraron restos de productos cotidianos datados entre las décadas de los 60 como yoyos, caramelos Pez, vajilla Duralex o productos de limpieza de los 70, y llegan hasta bien entrados los 2000 como un móvil Siemens de 2006 y un bani rumano, testigos de los últimos pobladores de este núcleo chabolista. 